# Michael Szwarc
Michael Szwarc (Będzin, 9 de junho de 1909 — Estados Unidos, 4 de agosto de 2000) foi um químico de polímero britânico.

## Prêmios
- 1991 - Prêmio Kyoto na categoria Materials Science and Engineering.[1]